# Nystalea lineiplena
Nystalea lineiplena är en fjärilsart som beskrevs av Walker 1857. Nystalea lineiplena ingår i släktet Nystalea och familjen tandspinnare. Inga underarter finns listade i Catalogue of Life.